# Niilo Ryhtä
Niilo Mikael Ryhtä, född 26 september 1906 i Tammela, död 10 augusti 1995 i Tammerfors, var en finländsk agrolog och politiker (Centerpartiet). 
Ryhtä, som var son till jordbrukaren Aleksanteri Ryhtä och Sofia Nikula, genomgick lantmannaskolan Päivölän maamieskoulu 1931 och jordbruksinstitutet Kurkijoen maamiesopisto 1932–1933. Han blev lantbrukstekniker och agrolog 1933, var lantbruksinstruktör och konsulent vid Uleåborgs hushållningssällskap 1934–1945 och sällskapets gränsbygdskonsulent från 1945. 
Ryhtä blev agrarledamot i Kuusamo snabbkolonisationskommitté 1941, statsombud i Kuusamo värderingsnämnd 1941 och var statsrevisor 1950–1963. Han  var medlem av Finlands riksdag 1948–1967 och ordförande för statsrevisorerna 1955–1963. Han var medlem av kommunalfullmäktige i Kuusamo 1946–1967, ordförande 1947–1953 och 1965–1967. Han var inrikesminister i Ahti Karjalainens regering 1963, i Johannes Virolainens regering 1964–1966, andre kommunikationsminister i Rafael Paasios regering 1966–1967 och slutligen landshövding i Uleåborgs län 1967–1973.

## Utmärkelser
- Kommendörstecknet av Finlands Vita Ros’ orden[2]
- Minnesmedalj för deltagande i 1941-1945 års krig[3]
- Vinterkrigets minnesmedalj[3]
- Riddartecknet av I klass av Finlands Lejons orden[2]
- Förtjänstmedaljen för befolkningsskyddsarbete[2]

[Redigera Wikidata]